# سحلية مكشكشة
السحلية المكشكشة أو السحلية المزركشة أو سحلية هدب العنق (الاسم العلمي: Chlamydosaurus kingii) هي نوع من السحلية في فصيلة العضرفوطيات. موطنها شمال أستراليا وجنوب غينيا الجديدة. هذا النوع هو العضو الوحيد من جنس Chlamydosaurus.
تأتي الأسماء الشائعة من الهدب أو الكشكشة الكبيرة حول عنقه، والذي يبقى عادة مطويًا على جسم السحلية. هذا النوع من السحلية هو شجري إلى حد كبير، يقضي معظم الوقت في الأشجار. يتكون نظامه الغذائي بشكل رئيسي من الحشرات والفقاريات الصغيرة. سحالي هدب العنق، أو السحالي المزركشة كما يسميها البعض، تأكل النباتات في بعض الأحيان أيضًا، على الرغم من أن هذا السلوك غير شائع. سحلية هدب العنق هي سحلية كبيرة نسبيًا، يبلغ متوسط طولها الإجمالي 85 سم (2.79 قدم) في الطول (بما في ذلك الذيل) ويتم الاحتفاظ بها كحيوان أليف استوائي.